# 히스파니아
히스파니아(Hispania)는 고대 로마 제국에서 이베리아반도(현재의 포르투갈, 스페인, 안도라, 지브롤터)를 통칭해 일컫는 말이다. 고대 카르타고인들은 페니키아어로 숨겨진 토지, 바위너구리의 땅이라는 뜻의 '이-샤판(i-shapan, 𐤔𐤐𐤍 𐤀𐤉)'이라고 부르던 것을 들어, 이쉬파니아(Ishfania)라고 일컬었던 것에서 유래했다.
스페인을 가리키는 여러 언어의 어원이 되었고 나중에 스페인을 가리키는 라틴어 고유명사가 되었다.
로마가 아직 공화정일 당시, 로마는 히스파니아를 카르타고로부터 빼앗고 두 개의 속주 히스파니아 키테리오르(Hispania Citerior-지금의 스페인의 북부·동부·중남부 지역)와 히스파니아 울테리오르(Hispania Ulterior-지금의 포르투갈의 대부분, 안달루시아, 에스트레마두라, 남부 레온))로 나누어 통치하였다.
아우구스투스 황제의 치세 때 히스파니아 울테리오르는 다시 '루시타니아'(Lusitania-포르투갈과 서부 스페인의 일부)와 '바이티카'(Baetica-안달루시아와 남부 에스트레마두라)로 나뉘었고, 히스파니아 시테리오르는 히스파니아 타라코넨시스(Hispania Tarraconensis)로 개명되었다.
나중에 디오클레티아누스의 사두정치체제 시절에 타라코엔시스는 카르타기니엔시스로 또 나뉘게 된다.

## 같이 보기
- 타르테소스
- 이베리아족
- 루시타니아인
- 켈티베리아인
- 히스파니아 키테리오르
- 히스파니아 타라코넨시스
- 루시타니아
- 히스파니아 바이티카
- 알란인
- 서고트인
- 알안달루스
- 레콩키스타
- 포르투갈
- 스페인